# Kabwe Warriors Football Club
Maillots
Actualités
Dernière mise à jour : 1er décembre 2023.
Le Kabwe Warriors Football Club est un club de football zambien basé à Kabwe.

## Histoire
Le club participe à trois reprises à la Coupe d'Afrique des clubs champions en 1972, 1973 et 1988.
Il participe également à trois reprises à la Coupe de la CAF, en 1996, 1997 et 2002.
Il dispute enfin à trois reprises la Coupe des coupes en 1992, 1993 et 1995.

## Palmarès
- Championnat de Zambie (5)
  - Champion : 1968, 1970, 1971, 1972, 1987

- Coupe de Zambie (5)
  - Vainqueur : 1967, 1969, 1972, 1984, 1987
  - Finaliste : 1970, 2001, 2003, 2004

## Anciens joueurs
- Ian Bakala
- Clive Hachilensa
- Chintu Kampamba
- Francis Kasonde
- Emmanuel Mayuka